# Primair (luchtvaartmaatschappij)
Primair is een Russische luchtvaartmaatschappij met haar thuisbasis in Moskou.

## Geschiedenis
Primair is opgericht in 1998.

## Vloot
De vloot van Primair bestaat uit: (nov.2006)
- 1 Tupolev TU-134A